# قلب مدفون
نورِ عمیق یا قلبِ مدفون (انگلیسی: Deeplight) یک رمان فانتزی برای جوانان نوشته فرانسیس هاردینگ است که در ۳۱ اکتبر ۲۰۱۹ توسط مک‌میلن منتشر شده‌است. این نهمین رمان اوست.

## داستان
در منطقه خیالی جزیره‌ای، ساکنان موجودات دریایی عظیمی را که «خدایان» نامیده می‌شوند، پرستش می‌کردند و به آن‌ها احترام می‌گذاشتند که از ترس انسان از منبعی در زیر دریا به نام «زیرِ دریا» تغذیه می‌کردند. ۳۰ سال قبل از وقایع کتاب، خدایان همگی به سمت یکدیگر چرخیدند و در فاجعه‌ای به نام کاتالیسم (Cataclysm) همدیگر را پاره کردند و بقایای بدن آن‌ها اکنون به‌عنوان ماده‌ای با دوام بالا به نام «خد افزار» برای اهداف مختلف استفاده می‌شود. قهرمان داستان ما، هارک، در جزیره لیدی کریو با بهترین دوستش جلت زندگی می‌کند. در تصادفی که مربوط به یک حمام دزدیده شده‌است، جلت ظاهراً غرق می‌شود اما زمانی که یک توپ غوطه‌ور شده از وسایل خداپسندانه بدن او را زنده می‌کند و زخم‌هایش را التیام می‌بخشد، زنده می‌شود. آن‌ها تصمیم می‌گیرند از توپ برای شفای مردم به‌عنوان راهی برای پرداخت بدهی‌هایشان برای دزدیدن حمام استفاده کنند. با این حال، هارک به‌زودی متوجه می‌شود که قرار گرفتن طولانی‌مدت در معرض توپ به روش‌های عجیبی بر بدن تأثیر می‌گذارد و نگران تأثیر آن بر روی جلت است که هرگز حضور آن را ترک نمی‌کند. هارک با کشف اینکه توپ در واقع قلب یکی از خدایان است، سعی می‌کند به جلت هشدار دهد، اما خیلی دیر شده‌است، زیرا او در حال حاضر خیلی دور شده‌است و توسط قلب به چیزی شبیه به انسان تبدیل شده‌است. در درگیری بین این دو، هارک قلب را می‌دزدد اما توسط لیگرز، گروهی که می‌خواهند عصر خدایان را بازگردانند، دستگیر می‌شود. آن‌ها قلب را به زیرِ دریا منتقل می‌کنند تا خداسازه خود را بیدار کنند، اما جلت ظاهر می‌شود و با قلب و خدا-سازه ادغام می‌شود، که از ترس در زیرِ دریا قدرت می‌گیرد. در دعوای آخر، هارک آشتی می‌کند که جلت در حادثه حمام‌کره غرق شد و تنها از آن زمان به‌وسیله نیروی خدای قلب زنده نگه داشته شد. هارک قلب را خرد می‌کند و جلت را می‌کشد.

## بازخورد
قلبِ مدفون از گاردین، ریدینگز، کامان سنس مدیا، و بوک‌لیست، از جمله بررسی‌هایی از کیرکوس و پابلیشرز ویکلی، بازبینی‌های مثبتی دریافت کرده‌است. این کتاب همچنین جوایز زیر را دریافت کرد:
جایزه انجمن علمی-تخیلی بریتانیا برای نامزد بهترین اثر هنری (۲۰۱۹)
نامزد جایزه لوداستار (۲۰۲۰)
انجمن کتابخانه آمریکا بهترین داستان برای جوانان (۲۰۲۱)